# 伊默尔博恩
伊默尔博恩（德語：Immelborn，發音：[ˈɪml̩bɔʁn]）是德国图林根州瓦特堡县曾经的一个市镇，面积12.65平方千米，人口为人。2012年12月31日，伊默尔博恩与市镇巴希费尔德合并为新市镇巴希费尔德-伊默尔博恩。